# Hong Myung-bo
Hong Myung-bo (* 12. Februar 1969 in Seoul, Südkorea) ist ein südkoreanischer Fußballtrainer und ehemaliger -spieler. Aktuell ist er Trainer der Südkoreanischen Fußballnationalmannschaft.
Sein größter sportlicher Erfolg war das Erreichen des vierten Platzes bei der Fußball-Weltmeisterschaft 2002 in Japan und Südkorea. Hong selbst war Kapitän der südkoreanischen Mannschaft und wurde nach dem Turnier mit dem bronzenen Ball für den drittbesten Spieler des Turniers ausgezeichnet. Nach dem Turnier trat er aus der Nationalmannschaft zurück, bis heute ist er mit 135 Länderspielen Rekordnationalspieler seines Landes.
Außerdem nahm er an den Fußball-Weltmeisterschaften 1990, 1994 und 1998 teil und erzielte 1994 gegen Deutschland und Spanien je ein Tor.
Seine aktive Spielerkarriere beendete er 2004. Im selben Jahre wurde Hong von Pelé in die Liste der 125 besten lebenden Fußballer (FIFA 100) aufgenommen.
2012 führte er die Olympiamannschaft zur ersten Bronzemedaille für südkoreanische Fußballspieler bei Olympischen Spielen. Seit Juni 2013 war er Nationaltrainer der südkoreanischen Fußballnationalmannschaft. Von diesem Posten trat er nach dem enttäuschenden Abschneiden des Teams bei der WM 2014 in Brasilien im Juli 2014 zurück. 2016 unterschrieb er einen Vertrag bei Hangzhou Nabel Greentown als neuer Trainer des Vereins.
Nach drei Jahren beim Ulsan HD FC wurde er im Juli 2024 als Nachfolger von Jürgen Klinsmann erneut Nationaltrainer seines Heimatlandes.